# Saison 1 de Super Noël
Chronologie
Saison 2
Cet article présente les six épisodes de la première saison de la série télévisée américaine Super Noël, la série (Sur les traces du Père Noël: La Série au Québec, The Santa Clauses).

## Synopsis
Sur le point de fêter son 65e anniversaire, Scott Calvin se rend compte qu'il ne peut pas être le Père Noël éternellement. Décidé à passer le relais, Scott se met à la recherche d'un successeur tout en préparant ses proches à une nouvelle aventure.

## Distribution

### Acteurs principaux
- Tim Allen (VF : Michel Papineschi ; VQ : Yves Corbeil) : Scott Calvin / le Père Noël
- Elizabeth Mitchell (VF : Rafaèle Moutier ; VQ : Isabelle Leyrolles) : Carol Newman Calvin / la Mère Noël
- Kal Penn (VF : Serge Faliu ; VQ : Victor Naudet) : Simon Choksi / le Père Noël remplaçant
- Austin Kane (VF : Benjamin Bollen ; VQ : Philippe Vanasse-Paquin) : Buddy « Cal » Calvin-Claus
- Elizabeth Allen-Dick (VF : Lila Lacombe ; VQ : Fanny-Maude Roy) : Sandra Calvin-Claus
- Matilda Lawler (VF : Coralie Thuilier ; VQ : Élia St-Pierre) : Betty
- Rupali Redd (VQ : Simone Paradis) : Grace Choksi
- Devin Bright (VF : Kylian Trouillard ; VQ : Noé Rouillard) : Noel

### Acteurs récurrents
- Laura San Giacomo (VF : Daria Levannier ; VQ : Élise Bertrand) : Befana, la sorcière
- Ruby Jay (VF : Amandine Hauguel ; VQ : Marguerite D'Amour) : Riley
- Liam Kyle : (VF : Cécile Gatto) : Gary
- Izaac Wang : (VF : Jessy Dubuis) : Hugo
- Isabella Bennett (VF : Bianca Tomassian) : Edie
- Sasha Knight (VF : Hannah Vaubien) : Crouton

### Invités
- Casey Wilson (VF : Edwige Lemoine) : Sarah adulte
- Eric Lloyd (VF : Loïc Hourcastagnou) : Charlie Calvin
- Peyton Manning (VF : Grégory Lerigab) : lui-même
- David Krumholtz (VF : Donald Reignoux ; VQ : Kevin Houle) : Bernard l'elfe
- Sofia Gonzalez : (VF : Cécile Gatto) : Marie
- Dirk Rogers : (VF : Grégory Lerigab) : Krampus

 Source et légende : version française (VF) sur RS Doublage et carton de doublage français.
Modèle:Source DoublageQC et carton de doublage québécois
Version Québécoise : Difuze Inc.
Adaptation : Adapté en France
Direction Artistique : Nicolas Charbonneaux, Valérie Bocher

## Liste des épisodes

### Chapitre 1:Ho Ho Ho-pérationel
- mondiale : 16 novembre 2022 sur Disney+

Le Père Noël, officiellement Scott Calvin et son elfe adjoint Noel font leurs tournées annuelles et s'arrêtent brièvement chez Simon Choksi, le PDG du tout nouveau service de livraison Toustoutdesuite, et de sa fille Grace. Le Père Noël parvient à aller et venir sans être détecté, Simon est déconcerté par la façon dont leur salon est soudainement bien décoré, croyant que Grace avait tout fait elle-même. Tout en vérifiant la liste, le Père Noël décide de s'arrêter chez Sara, la toute première personne qu'il a visitée lorsqu'il a mis le manteau. Cependant, Sara est une jeune adulte et ne se souvient pas de sa visite de Scott en tant que Père Noël. Il parvient à la convaincre à nouveau en lui donnant un ensemble Polly Pocket, mais découvre qu'il ne peut pas remonter la cheminée et est forcé de grimper sur le toit par lui-même.
En s'envolant, le Père Noël confie à Noel que sa magie a été défectueuse ces derniers temps, ce qui est vrai lorsque le traîneau et les rennes commencent à vaciller. De retour au pôle Nord, Mère Noël, formellement Carol Newman, vérifie son fils obsédé par la technologie Cal et sa fille amoureuse des animaux Sandra jusqu’à ce qu’elle soit informée par les elfes que quelque chose ne va pas. Il s'avère qu'il s'agit d'une farce du Père Noël avant d’envoyer les elfes à leur passe-temps préféré : faire des jouets. Le Père Noël dit à Mère Noël qu'il a été grincheux ces derniers temps et que sa magie n'est pas la même. Elle suggère la retraite, ce que le Père Noël est contre, avant de souligner qu'en plus de son ancien nom, Mère Noël n'a pas de prénom. Tout en essayant d'échapper à la conversation, le Père Noël découvre qu'il a du mal à remonter à la cheminée.
En parlant avec Doc Martin, le Père Noël découvre qu'il a perdu du poids et consacre toute l'année prochaine à retrouver sa forme. Malgré cela, il découvre qu'il a plus perdu que gagné du poids, mais sa magie est rendue "bonne à ho". Lors d'une réunion avec les elfes, le Père Noël fait le bruit à propos de l'utilisation du mot "coquin" et devient frustré. L'elfe principale Betty est convaincue que quelque chose ne va pas avec le Père Noël et devient méfiante lorsque Noel, son partenaire présumé, refuse d'en parler davantage. Le Père Noël se prépare pour une autre livraison et obtient le soutien de sa famille alors que lui et Noel s'aventurent, bien qu'il soit dérangé lorsque Noel note qu'il y a moins de personnes à visiter sur la liste.

### Chapitre 2:La Clause Secessus
- mondiale : 16 novembre 2022 sur Disney+

Cal a soudainement l'impression que quelque chose ne va pas avec le Père Noël. Cela s'avère correct lorsque les elfes se rendent compte que le Père Noël est déprimé. De retour à la maison, Noel utilise ses capacités pour réveiller le Père Noël qui lui dit de ne dire à personne au pôle Nord ce qui s'est passé. Malgré cela, ils reviennent et le disent à tout le monde de toute façon. Betty révèle au Père Noël qu'il y a une autre clause : la clause de Secessus. Après avoir parlé avec Mère Noël, le Père Noël se rend compte qu'il peut potentiellement donner le poste à ses enfants. Il parle avec Betty qui lui dit que la nouvelle clause lui permettra de retirer le manteau du Père Noël, s'il trouve quelqu'un prêt à remplir le rôle et offre un classeur de candidats potentiels. Il refuse car il croit qu'il a déjà son successeur.
Simon et sa fille Grace tentent de vendre aux investisseurs l'idée d'un nouveau système de livraison de drones. Cela s'avère être défectueux et ils sont expulsés. Le Père Noël se rend en Floride pour voir son fils Charlie, qui est marié et a deux enfants. Sa femme, Marie, a l'impression que le Père Noël est un pêcheur de crevettes et Charlie révèle que bien qu'être Père Noël ait été un rêve pour lui quand il était enfant, il a appris que ce n'est pas un bon endroit pour élever ses enfants. Le Père Noël respecte sa décision et s'en va. Mme. Clause demande à Betty à propos des anciens conjoints, mais elle lui dit qu'elle n'est pas au courant de cette information et que le Père Noël et Mme. Claus est considéré comme une seule entité immortelle. Le Père Noël décide de passer plus de temps avec les enfants après que Betty lui ait dit que les enfants élevés au pôle Nord finissent par être "étranges" malgré le fait qu'ils ne soient que les deux.
Le Père Noël essaie de passer du temps avec Cal et apprend qu'il a rêvé d'être le Père Noël. Il essaie de lui apprendre à faire voler le traîneau, mais finit par l'écraser et laisse tomber. Grace découvre que Simon a vu le traîneau du Père Noël et a commencé à se convaincre que le Père Noël est en effet réel. Betty dit à Noel qu'elle est consciente que le Père Noël veut prendre sa retraite, mais qu’il veut rester au Pôle Nord avant de lui montrer une orbe qui mesure l'esprit de Noël. Bien qu'il soit principalement lumineux, le centre est sombre, ce qui ne s'est pas produit depuis le XIVe siècle. Noel laisse glisser vers le Père Noël à ce sujet et il décide de visiter le dépôt de boules de neige pour vérifier l'esprit de Noël dans le monde, seulement pour trouver Cal et Sandra. Il se rend compte qu'ils intriguer par le monde réel et rassemble la famille.

### Chapitre 3:Dans les Bois Tergiversants
- mondiale : 23 novembre 2022 sur Disney+

Le Père Noël et sa famille se préparent à déménager à Chicago pour commencer leur vie en tant que gens ordinaires. Tous les elfes, en particulier Noel, sont résignés à cette nouvelle et font tout pour rendre leur transition normale. Simon et Grace se réveillent et découvrent qu'ils sont au pôle Nord et qu'ils sont pris par les vues et les sons. Ils se heurtent la Mère Noël qui a demandé à Cal de les faire visiter. Plus tard, il s'avère plutôt ignorant et Sandra prend la relève en montrant Grace autour du pôle Nord. Ailleurs, le Père Noël a commencé à interviewer de nouveaux candidats, en commençant par la star de la NFL Peyton Manning. Noel souhaite organiser une fête de départ, mais le Père Noël n'est pas intéressé.
Alors qu'il interviewe Simon pour le rôle du Père Noël, Cal entre et admet qu'il a perdu Grace et Sandra et que les deux adultes font la course pour les trouver. Sandra avait en fait emmené Grace à l'enclos des rennes où la première découvre qu'elle peut entendre les rennes parler et emmène Grace dans les bois pour parler à quelqu'un. Le Père Noël et Simon rencontrent le cache-œil portant Gary, le seul membre de l’E.L.F.S., pour aider à chercher les filles et découvrent qu'elles sont dans les bois tergiversants, une forêt connue pour changer et qui est la maison de La Befana, la sorcière de Noël. Ils sont tous les deux pris dans l'un de ses pièges et elle accepte de les emmener tous les deux chez elle.

### Chapitre 4:La Clause "pas de chaussures sur le lit"
- mondiale : 30 novembre 2022 sur Disney+

Simon se lève pour commencer sa première journée en tant que Père Noël, seulement pour perdre le manteau. Il continue sa journée de toute façon et essaie de pomper les elfes pour l'année. Betty a déjà des réserves parce qu'il ne porte pas le manteau et Noel devient de plus en plus agité à "N.T.J." (Noël Tous les Jours). Scott et Carol reprennent leur vie normale à Chicago et se préparent à élever Cal et Sandra. Ils inventent une histoire selon laquelle Carol est devenue pilote de brousse, d'où la raison pour laquelle ils ont été absents si longtemps. Carol reprend son poste d'enseignant dans une école tandis que Cal tombe immédiatement amoureux d’une fille nommée Riley.
Simon apprend que le système qu'ils utilisent pour suivre les enfants peut fonctionner toute l'année et potentiellement donner des résultats quotidiens. Il met en œuvre une nouvelle idéologie pour transformer le pôle Nord en le plus grand système de livraison toute l'année, mais Betty prévient que cela pourrait diminuer l'esprit de Noël. Noel tente de défier Simon à un duel, mais Betty arrête cela, forçant Noel à écrire une lettre lui disant qu'il part chercher Scott. Simon trouve la lettre et la déchire. Pendant le Memorial Day, Cal à une relation avec Riley et Sandra se lie d'amitié avec un groupe de filles équestres. Carol révèle à Scott qu'elle dirigera une école à charte.
Pendant le dîner, Scott se rend compte que tout le monde dans la famille a quelque chose à faire, le laissant sans rien. Il accepte à contrecœur un emploi de livreur pour Toustoutdesuite et est visité par Noel qui veut qu'il revienne. Scott lui dit qu'il doit donner une chance à Simon car chaque Père Noël a sa propre façon de faire les choses. Les deux procèdent à des livraisons ensemble pour Toustoutdesuite, mais font une bataille de boule de neige avec un groupe d'enfants méchants car ils ont vandalisé un bonhomme de neige, ce qui entraîne le licenciement de Scott. Il admet à Carol qu'il est hors de son élément. Betty devient méfiante lorsque les elfes cessent de se présenter au travail et que les rennes refusent de voler. Quand elle en parle à Simon, il lui reproche carrément.

### Chapitre 5:Voyage dans le Santa-verse
- mondiale : 7 décembre 2022 sur Disney+

Scott est surpris par l'apparition de Bernard qui, il y a des années, a quitté le pôle Nord à cause du Kribble Krabble, cela l'amène à rencontrer et à épouser Vanessa Redgrave, et a abandonner son immortalité. Il lui dit que Simon est en train de ruiner Noël, mais Scott refuse toujours car il pense qu'il a simplement besoin de temps pour s’intégrer. Il est soudainement transporté à l'ère de la Grande Dépression où il rencontre le Père Noël précédent, surnommé le Père Noël 17, qui essaie également de le convaincre de reprendre le rôle. Le Père Noël 17 lui révèle qu’il à déjà rencontré Scott quand il était enfant et était impressionné par son esprit de don. Et comme tous les autres enfants, il oublie cet rencontre par la poudre d’anges , à la consternation de Scott.
Scott rencontre les Pères Noël précédents, y compris St. Nicholas et même Krampus et ils lui disent tous pourquoi il est important qu'il revienne au rôle car il n'était pas encore censé abandonner le manteau. Bernard dit enfin à Scott la vérité sur son intronisation en tant que Père Noël. Tous les Pères Noël précédents étaient éthérés et Scott a été le premier humain à porter le manteau. La chute du Père Noël 17 du toit a été planifiée à mesure que les temps changeaient et qu'ils avaient besoin de quelqu'un capable de s'adapter à la nouvelle ère ; les clauses étaient inventées spécifiquement pour lui. Ils montrent à Scott l'orbe de Noël avec la façon dont Simon a transformé le pôle Nord en une société sans cœur et tous les elfes disparaissent un à un.
Scott rentre chez lui et raconte à sa famille ce qui s'est passé, bien qu'il soit contrarié, il comprend les conséquences. De retour au pôle Nord, Simon poursuit son plan pour la campagne "Noël tous les jours" de Toustoutdesuite. Le technicien elfe Hugo avertit Simon que la magie est en train de faiblir, mais il l'ignore. Scott et Noel utilisent l'orbe de Noël pour retourner au pôle Nord en laissant le reste des Calvin derrière eux. Riley se présente et utilise l'application de Noël tous les jours pour commander une chemise qu'elle reçoit en quelques secondes. Les Calvin se rendent compte que les choses empirent et Cal est forcé de dire à Riley que lui et sa famille doivent partir. Bien qu'elle ne croit pas que son père soit le Père Noël, il montre ses capacités en devinant correctement le jouet de son frère cadet.

### Chapitre 6:Un Noël mémorable
- mondiale : 14 décembre 2022 sur Disney+

Befana découvre que le manteau du Père Noël a déjà quitté sa maison et se dirige vers l'atelier du Père Noël. Le reste des Calvin arrivent et essaient d'éviter de se faire attraper par les drones de Simon qui ont une IA et arpentent le pôle Nord. Toujours en prison, l'un des drones entend Scott et Gary discuter du besoin d'obtenir le manteau, alertant Simon qui commence également une recherche folle pour le trouver le premier. Lorsque Grace lui offre un cadeau, il est frustré et lui crie dessus avant de lui ordonner de rester dans sa chambre. Les Calvin parviennent à trouver Noel avant de trouver Scott, où il s'avère qu'il aurait pu sortir de la prison car les barreaux sont faites de réglisse. Noel a accidentellement enlevé le chapeau en aluminium de Gary, le faisant disparaître aussi.
Simon trouve les soldats casse-noisette et leur donne l’ordre d’aller chercher le manteau. Le gang s'est séparé pour le chercher et Carol les croise et engage un combat contre les soldats. Sandra parle avec ses amis animaux pour les aider alors que Grace l'entend et Cal parvient à parler aux drones et les amène à s'ouvrir émotionnellement. Tout le monde parvient à trouver le manteau tout comme Simon au même moment. Malgré la présence de Befana, Simon obtient le manteau et menace de le brûler, seulement pour que Grace vienne le voir. Scott demande à Grace de pardonner à son père car il s'est perdu et elle lui offre une boule à neige qui montre leur premier Noël ensemble avec sa mère. Simon s'excuse pour la façon dont il a agi alors que le manteau revienne à Scott.
Toute la bande part à la recherche de l'orbe de Noël et découvre qu'il est complètement noir. Scott admet que c'était de sa faute car il a perdu l'esprit de Noël. Tout le monde se réunit autour d’un câlins, ce qui fait que l'orbe s'allume et que tous les elfes reviennent. Scott enfile le costume, le ramenant au rôle du Père Noël, et les Choksis sont rentrés chez eux avec leur mémoire effacée. Sandra utilise ses pouvoirs pour faire voler à nouveau le renne alors que les Calvin sont invités à faire la livraison avec le Père Noël cette année. Les Calvins prennent le ciel alors qu'ils visitent rapidement toutes les maisons. Au dernier arrêt, Cal va en solo et découvre qu'il est chez Riley. Elle apprend enfin la vérité sur lui et ils partagent un baiser, bien qu'il soit sous-entendu que Cal a oublié d’effacer sa mémoire.